# Genocidewet
De Genocidewet was een Belgische wet die iedereen toeliet om oorlogsmisdaden voor een Belgische rechtbank te brengen, ongeacht waar het misdrijf had plaatsgevonden. Met de wet werd de mogelijkheid gecreëerd dictators en andere schenders van mensenrechten in de wereld aan te klagen en te veroordelen. 

## Oorsprong
De wet dateert oorspronkelijk van 16 juni 1993, maar werd op 10 februari 1999 - in de nasleep van de Rwandese Genocide - verruimd en hersteld.

## Aanpassing
De "Genocidewet" werd uiteindelijk gewijzigd door de wet van 23 april 2003. De wet werd op zó'n wijze ingeperkt, dat er een band met België vereist werd om een procedure te kunnen opstarten.
Dit verhinderde niet dat er opnieuw een diplomatieke rel ontstond, dit keer met de Verenigde Staten. Een aantal activisten had uit naam van een aantal Iraakse slachtoffers een klacht ingediend tegen de Amerikaanse generaal Tommy Franks. De Belgische regering heeft deze rel kunnen oplossen door de zaak "door te verwijzen" naar de Amerikaanse justitie.
Voor de Amerikanen was dit echter een onvoldoende waarborg voor hun landgenoten, gezien ze bang waren in België vervolgd te worden op grond van deze wetgeving. De Amerikaanse minister van Defensie Donald Rumsfeld heeft om die reden ermee gedreigd tijdens een zitting van de NAVO op 12 juni 2003 om de NAVO-zetel uit Brussel weg te halen. De Verenigde Staten wilden dat België de Genocidewet afschafte.

## Afschaffing "genocidewet"
De druk van de Amerikanen werd zo groot dat de regering uiteindelijk gezwicht is en een aanpassing van de wet heeft voorgesteld. Premier Verhofstadt sprak niet van "druk van de Amerikanen", maar gaf als reden op: "om misbruiken tegen te gaan".

Deze aanpassingen zien het licht met de wet van 5 augustus 2003: de Genocidewet zelf werd opgeheven, maar de strafbepalingen "verhuisden" van de bijzondere wet naar het Strafwetboek. De bepalingen vallen nu onder het hoofdstuk "ernstige schendingen van het internationaal humanitair recht". 

Bovendien werd de universele jurisdictie zeer sterk verminderd: voortaan gelden als aanknopingspunten het actief personaliteitsbeginsel (verdachte is een Belg of heeft hoofdverblijfplaats in België) enerzijds en het passief personaliteitsbeginsel verruimd met het domiciliecriterium (slachtoffer is Belg of verblijft minstens 3 jaar wettelijk in België) anderzijds.

## Bijzonderheden
Het gebod van de wet en bevel van de overheid als rechtvaardigingsgrond inroepen, is niet mogelijk. 

De strafvordering en de uitgesproken straffen verjaren nooit. 

De vervolging tegen een vreemdeling (niet-Belg) is enkel mogelijk op vordering van de federale procureur. Burgerlijke partijstelling is in dit geval dus niet mogelijk. In 2010 behandelde het federaal parket 83 dossiers in verband met deze materie.